# Min traktor
|  | Denne artikel er oprettet af botten Steenthbot ud fra en ekstern database. Den kan derfor have sproglige fejl eller mangler. Denne skabelon kan fjernes efter kontrol af indholdet. |

Min traktor er en dansk dokumentarfilm fra 1966.

## Handling
Filmen definerer begrebet hestekraft og sammenligner hest med traktor i den forbindelse.